# Área de conservación regional Laguna de Huacachina
La área de conservación regional Laguna de Huacachina abarca las dunas de la provincia de Ica, perteneciente al departamento de Ica en el Perú. Forma parte del ecosistema Ecorregión del Desierto del Pacífico y Zona de Vida Desierto Subtropical.
El área es administrada por el Gobierno regional de Ica. El fin del área protegida es velar por la diversidad biológica, cultural y paisajística así como dar un uso sostenible de los recursos naturales del área.
Fue creado el 6 de junio de 2012 mediante R.M.Nº 141-2012-MINAM como zona reservada. En 2014 fue convertida en área de conservación regional mediante el decreto supremo N° 008-2014-MINAM. Tiene una extensión de 2,458.25 hectáreas.